# Aeshna mixta
Aeshna mixta es una especie de Anisoptera, una libélula, que habita en Europa, África y el Medio Oriente.

## Características
Poseen un periodo de vuelo tardío con respecto a las demás libélulas ya que su periodo de vuelo es de mayo a diciembre teniendo los máximos vuelos en agosto y octubre, las hembras y los machos se diferencian entre sí ya que las hembras poseen tonos de color marrón y los machos tonos de color celeste. Se encuentran en bosques, campos o en orillas de ríos y lagos. Los machos realizan vuelos bajos para realizar sus cazas sobre la vegetación o cerca de las orillas del río para alimentarse de pequeños insectos. Las hembras depositan sus crías en amplias gamas de agua con abundantes plantas microscópicas. Las larvas desarrollan su ciclo de vida en un año para llegar a su tamaño adulto.

## Distribución
Se encuentran en toda Europa, en norte y el litoral de África, el Medio Oriente y partes de Asia como en la China y Japón.